# Guillaume Quesque
Guillaume Quesque (Parigi, 29 aprile 1989) è un pallavolista francese.
Gioca nel ruolo di schiacciatore nell'Halkbank.

## Carriera

### Club
La carriera di Guillaume Quesque inizia nel 2001 quando entra a far parte della squadra giovanile del Levallois; nel 2002 passa all'Asnières, sempre nella formazione giovanile e poi nella squadra federale del CNVB dove gioca dal 2005 al 2008. Nella stagione 2008-09 fa il suo esordio nella pallavolo professionistica ingaggiato dal Tours, dove resta per due stagioni, ottenendo la vittoria di uno scudetto e di due Coppe di Francia; nella stagione 2010-11 passa al Modena, dove resta per altre due annate.
Nella stagione 2012-13 si trasferisce per la prima volta all'estero, in Italia, vestendo la maglia del Modena, in Serie A1: durante la stagione seguente viene ceduto a metà campionato in Russia, allo Jaroslavič, impegnato in Superliga. Torna però nella Serie A1 italiana nella stagione 2014-15 ingaggiato dalla neopromossa Milano, dove resta solo pochi mesi, per poi accasarsi nel dicembre 2014 allo Jastrzębski Węgiel, militante nella Polska Liga Siatkówki polacca, dove conclude l'annata.
Nel campionato 2015-16 approda nella Voleybol 1. Ligi turca per difendere i colori del Fenerbahçe, vincendo in tre annate la Coppa di Turchia 2016-17 e la Supercoppa turca 2017. Nella stagione 2018-19 si accasa all'Halkbank, sempre nella massima divisione turca, ora denominata Efeler Ligi, conquistando un'altra supercoppa nazionale.

### Nazionale
Fa parte delle nazionali giovanili francesi: con la nazionale under 19 vince la medaglia d'oro al campionato continentale 2007, venendo eletto anche MVP, e quella di bronzo al campionato mondiale 2007, mentre con quella under 20 vince la medaglia d'oro al campionato europeo 2008.
Nel 2011 esordisce in nazionale maggiore, con la quale in seguito si aggiudica la medaglia d'oro alla World League 2017.

## Palmarès

### Club
- Campionato francese: 1

2009-10
- Coppa di Francia: 2

2008-09, 2009-10
- Coppa di Turchia: 1

2016-17
- Supercoppa turca: 2

2017, 2012

### Nazionale (competizioni minori)
- Campionato europeo under 19 2007
- Campionato mondiale under 19 2007
- Campionato europeo under 20 2008
- Memorial Hubert Wagner 2017

### Premi individuali
- 2007 - Campionato europeo under 19: MVP